# 长西联络线
长西联络线，是长春铁路枢纽内哈大客运专线接入长春站的联络线工程，从哈大客运专线长春西站起至长春站为止，故名。该线客运运营名称为长西联络线，终点位于长春站。长西联络线是长春西站的配套工程之一；开通后，哈大客运专线大连、沈阳诸站往长春、龙嘉、吉林方向动车组列车由该线进入长春站。